# Pakse
Pakse o Pakxe (in lao ປາກເຊ, Pȁk Sé) è una città del Laos, situata nella provincia di Champasak; con 119 848 abitanti nel 2014, è il centro abitato più popoloso della provincia e la seconda città più popolosa del Laos, dopo la capitale Vientiane.

## Geografia fisica

### Clima
Pakse ha un clima della savana (Aw) secondo la classificazione climatica di Köppen; le temperature medie sono molto elevate, con 26,6 °C di media annua per il periodo di riferimento 1961-1990. Le temperature sono particolarmente alte tra marzo e aprile, cioè prima della stagione dei monsoni. Si distinguono nettamente una stagione delle piogge, da aprile ad ottobre, e una stagione secca, da novembre a marzo. Le precipitazioni medie annue, sempre nel periodo 1961-1990, sono di 2074,8 mm, con 128 giorni di pioggia con accumulo pari o superiore a 1 mm nelle 24 ore. Il mese più caldo è marzo, con 29,7 °C di temperatura media; il mese meno caldo è dicembre, con media termica di 22,4 °C.
La temperatura massima più alta è stata raggiunta in aprile ed è di 39,4 °C; la temperatura minima più bassa, 8,3 °C, è stata raggiunta in gennaio.

## Storia
La città venne fondata nel 1905 dai francesi come avamposto con funzione amministrativa; è stata la capitale del Regno di Champasak fino a quando questo, nel 1946, venne annesso al resto del Laos. Durante la guerra franco-thailandese i francesi cedettero alla Thailandia la provincia di Preah Vihear dal Protettorato francese della Cambogia e la provincia sul Mekong (situata alla sponda opposta a quella di Pakse) dal Protettorato francese del Laos.
Pakse è stata a lungo la residenza presidenziale Na Champassak di Boun Oum, una figura di spicco durante la guerra civile laotiana; egli fece edificare il Palazzo di Champasak, ma fuggì dal Paese nel 1974 prima che questo venisse completato. Nel maggio 1975 la città venne occupata dai militanti del Pathet Lao. Da allora la città si è progressivamente sviluppata dal punto di vista economico, diventando sempre più importante per l'economia laotiana. Il ponte sul Mekong, costruito con l'aiuto del Giappone e che collega la città thailandese di Ubon Ratchathani a Pakse, ha intensificato gli scambi commerciali tra la stessa Pakse e i territori stranieri vicini.

## Monumenti e luoghi d'interesse
Il turismo a Pakse è in rapido aumento: i turisti nell'arco del 2006 infatti furono 113 684, mentre nel 2013 sono stati 493 180; tra i luoghi d'interesse spiccano:
- Il Vat Phou, un tempio khmer sulla sponda destra del fiume Mekong; ospitante alcune statue di Buddha e di altre figure religiose (un tempo, nel livello superiore del sito archeologico, era presente un lingam simboleggiante Shiva), è patrimonio dell'umanità dell'UNESCO.
- Il Si Phan Don, un arcipelago fluviale sul Mekong, nei pressi delle cascate di Khone, che ospita i resti della ferrovia più antica del Laos, la Ferrovia Don Det-Don Khon; nella zona dell'arcipelago è possibile vedere esemplari di Orcaella brevirostris, cetaceo a rischio di estinzione.

## Società

### Etnie e minoranze straniere
Buona parte della popolazione attuale è di origine cinese; nel 1943, invece, il 62% della popolazione era di etnia vietnamita.

### Cultura
Pakse ospita il Champasak Provincial Museum, dove sono conservati documenti e opere d'arte realizzati nella provincia di Champasak.

### Religione

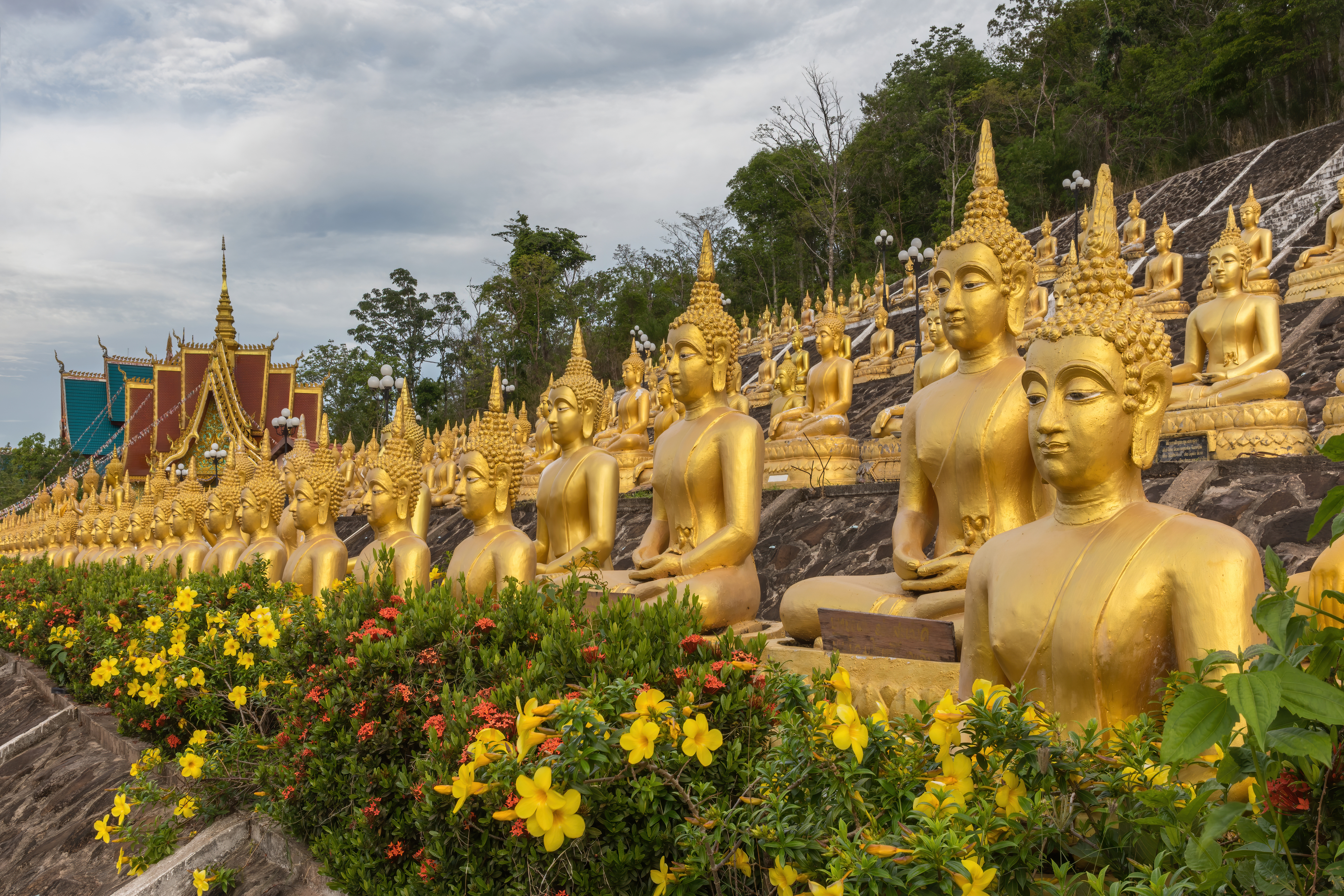
File di statue di Buddha seduto dorate, con fiori gialli e rossi, al Wat Phou (tempio di Buddha Dorato), a Pakse

La maggior parte degli abitanti è buddhista; la città ha molti templi buddhisti. I due templi più importanti sono il Wat Luang, costruito nel 1935 e tuttora il tempio più grande di Pakse, e il Wat Sopsé (un tempio cinese). La città è inoltre sede del vicariato apostolico di Pakse, presieduto dal cardinale Louis-Marie Ling Mangkhanekhoun.

## Infrastrutture e trasporti

### Strade

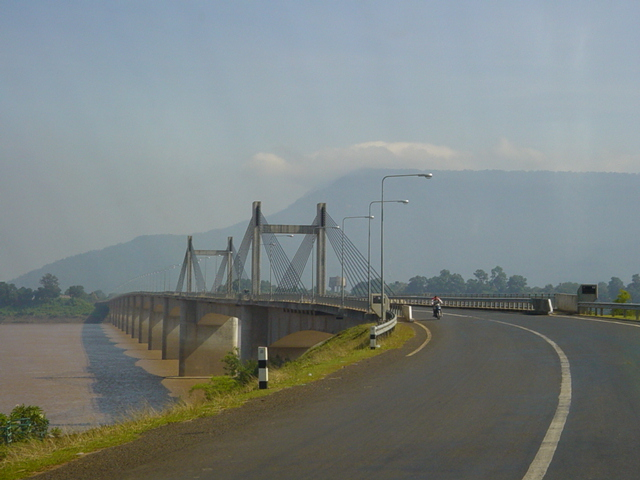
Ponte sul Mekong a Pakse

Pakse è attraversata dalla National Road 13, l'autostrada più importante del Laos, che all'altezza della città comprende due ponti (uno costruito dai francesi e uno dai russi) sul fiume Xe Don e un ponte sul fiume Mekong (è solo uno dei cinque ponti del Laos costruiti per attraversare questo fiume). Pakse è città di passaggio per raggiungere l'altopiano di Bolaven, così come le province di Salavan, Sekong e Attapeu, situate nel sud del Paese.

### Aeroporti
La città è servita dall'aeroporto internazionale di Pakse, la cui costruzione è stata completata il 2 novembre 2009 e da cui partono e arrivano voli per e da Vientiane, Ho Chi Minh, Bangkok e Siem Reap.